# Maleisische hockeyploeg (mannen)
De Maleisische hockeyploeg voor mannen is de nationale ploeg die Maleisië vertegenwoordigt tijdens interlands in het hockey. Het land is actief sinds de onafhankelijkheid in 1956.
De Maleisische hockeyploeg is een subtopper. In de ranglijst van september 2007 nemen ze de 15e plaats in. Het is het vijfde land in Azië qua sterkte en veruit het beste van Zuidoost-Azië. In 2007 was het team de gastheer van de Champions Trophy 2007. Ze namen de organisatie over van Pakistan en werden daardoor alsnog tot het deelnemersveld toegelaten.

## Erelijst Maleisische hockeyploeg
| Jaar | Champions Trophy        | Aziatisch kampioenschap | Olympische Spelen       | Wereldkampioenschap              | Hockey World League Hockey Pro League |
| ---- | ----------------------- | ----------------------- | ----------------------- | -------------------------------- | ------------------------------------- |
| 1956 |                         |                         | 9e OS 1956 Melbourne    |                                  |                                       |
| 1960 |                         |                         | geen deelname           |                                  |                                       |
| 1964 |                         |                         | 7e OS 1964 Tokio        |                                  |                                       |
| 1968 |                         |                         | 15e OS 1968 Mexico-Stad |                                  |                                       |
| 1970 |                         |                         |                         |                                  |                                       |
| 1971 |                         |                         |                         | geen deelname                    |                                       |
| 1972 |                         |                         | 8e OS 1972 München      |                                  |                                       |
| 1973 |                         |                         |                         | 11e WK 1973 Amstelveen           |                                       |
| 1974 |                         |                         |                         |                                  |                                       |
| 1975 |                         |                         |                         | 4e WK 1975 Kuala Lumpur          |                                       |
| 1976 |                         |                         | 8e OS 1976 Montreal     |                                  |                                       |
| 1978 | geen deelname           |                         |                         | 10e WK 1978 Buenos Aires         |                                       |
| 1980 | geen deelname           |                         | geen deelname           |                                  |                                       |
| 1981 | geen deelname           |                         |                         |                                  |                                       |
| 1982 | geen deelname           | 4e AK 1982 Karachi      |                         | 10e WK 1982 Bombay               |                                       |
| 1983 | geen deelname           |                         |                         |                                  |                                       |
| 1984 | geen deelname           |                         | 10e OS 1984 Los Angeles |                                  |                                       |
| 1985 | geen deelname           | 5e AK 1985 Dhaka        |                         |                                  |                                       |
| 1986 | geen deelname           |                         |                         | geen deelname                    |                                       |
| 1987 | geen deelname           |                         |                         |                                  |                                       |
| 1988 | geen deelname           |                         | geen deelname           |                                  |                                       |
| 1989 | geen deelname           | 6e AK 1989 New Delhi    |                         |                                  |                                       |
| 1990 | geen deelname           |                         |                         | geen deelname                    |                                       |
| 1991 | geen deelname           |                         |                         |                                  |                                       |
| 1992 | geen deelname           |                         | 9e OS 1992 Barcelona    |                                  |                                       |
| 1993 | 6e CT 1993 Kuala Lumpur | 4e AK 1993 Hiroshima    |                         |                                  |                                       |
| 1994 | geen deelname           |                         |                         | geen deelname                    |                                       |
| 1995 | geen deelname           |                         |                         |                                  |                                       |
| 1996 | geen deelname           |                         | 11e OS 1996 Atlanta     |                                  |                                       |
| 1997 | geen deelname           |                         |                         |                                  |                                       |
| 1998 | geen deelname           |                         |                         | 11e WK 1998 Utrecht              |                                       |
| 1999 | geen deelname           | 4e AK 1999 Kuala Lumpur |                         |                                  |                                       |
| 2000 | geen deelname           |                         | 11e OS 2000 Sydney      |                                  |                                       |
| 2001 | geen deelname           |                         |                         |                                  |                                       |
| 2002 | geen deelname           |                         |                         | 8e WK 2002 Kuala Lumpur          |                                       |
| 2003 | geen deelname           | 5e AK 2003 Kuala Lumpur |                         |                                  |                                       |
| 2004 | geen deelname           |                         | geen deelname           |                                  |                                       |
| 2005 | geen deelname           |                         |                         |                                  |                                       |
| 2006 | geen deelname           |                         |                         | geen deelname                    |                                       |
| 2007 | 8e CT 2007 Kuala Lumpur | AK 2007 Chennai         |                         |                                  |                                       |
| 2008 | geen deelname           |                         | geen deelname           |                                  |                                       |
| 2009 | geen deelname           | 4e AK 2009 Kuantan      |                         |                                  |                                       |
| 2010 | geen deelname           |                         |                         | geen deelname                    |                                       |
| 2011 | geen deelname           |                         |                         |                                  |                                       |
| 2012 | geen deelname           |                         | geen deelname           |                                  |                                       |
| 2013 |                         | 4e AK 2013 Ipoh         |                         |                                  | 11e HWL 2012-13                       |
| 2014 | geen deelname           |                         |                         | 12e WK 2014 Den Haag             |                                       |
| 2015 |                         |                         |                         |                                  | 12e HWL 2014-15                       |
| 2016 | geen deelname           |                         | geen deelname           |                                  |                                       |
| 2017 |                         | AK 2017 Dhaka           |                         |                                  | 9e HWL 2016-17                        |
| 2018 | geen deelname           |                         |                         | 15e WK 2018 Bhubaneswar          |                                       |
| 2019 |                         |                         |                         |                                  | geen deelname                         |
| 2021 |                         |                         | geen deelname           |                                  | geen deelname                         |
| 2022 |                         | AZ 2022 Jakarta         |                         |                                  | geen deelname                         |
| 2023 |                         |                         |                         | 13e WK 2023 Bhubaneswar/Rourkela | geen deelname                         |
| 2024 |                         |                         | geen deelname           |                                  | geen deelname                         |